# Matthias Wolcker
Matthias Wolcker, auch Matthäus Wolcker (getauft am 22. Februar 1704 in Schelklingen; † 10. Oktober 1742 in Dillingen an der Donau) war ein deutscher Maler des Hochbarock in Dillingen an der Donau.

## Leben

### Frühe Jahre in Schelklingen
Matthias Wolcker war der dritte Sohn des Malers Johann Georg Wolcker des Älteren und jüngerer Bruder des Johann Georg Wolcker des Jüngeren. Er wurde im Elternhaus in Schelklingen in der Bemmelbergergasse 12 geboren und am 22. Februar 1704 in Schelklingen katholisch getauft. Vermutlich erlernte er die Malerei bei seinem Vater.
In den Schelklinger Quellen taucht sein Name lediglich ein einziges Mal auf: Am 3. Februar 1725 beklagte sich Wolcker vor dem Magistrat über einen gewissen Conrad Premenstorfer, der ihn einen „Spitzbuben“ genannt, an den Haaren gezogen und niedergedrückt habe. Premenstorfer führte zu seiner Verteidigung an, Wolcker habe ihm „bey dem Trunkh im Hirsch“ gedroht, er wisse „wohl, was Er über Ihn wüste“. Ein Zeuge namens Zacharias Schleibinger bestätigte den Hergang. Der Stadtrat verhängte über beide eine Geldstrafe von 2 lb Heller, die auf ihr Bitten hin auf 1 lb Heller reduziert wurde; Premenstorfer, offenbar weniger begütert, musste schließlich nur noch 17 Kreuzer zahlen.

### Übersiedlung nach Dillingen und Heirat
Aus dem weiteren Werdegang Wolckers ist nur wenig bekannt. Ein Eintrag in der Dillinger Kammerrechnung von 1731 (Stadtarchiv Dillingen) bestätigt zumindest seinen Weggang aus Schelklingen. Wo er seine Ausbildung erhielt oder welche Orte er auf einer möglichen Wanderschaft besuchte, ist jedoch nicht überliefert. Am 26. November 1731 heiratete er Maria Regina Haffe, die Tochter des Dillinger Malers Anton Wenzeslaus Haffe. Die Trauung fand allerdings nicht in Dillingen, sondern in Asch statt, wo Wolckers Onkel, Johann Georg Einslin, als Pfarrer wirkte. Trauzeugen waren der Dorfammann Joseph Zeizler und Wolckers Bruder Johann.
Mit der Eheschließung erwarb Matthias Wolcker Meistergerechtigkeit, das Dillinger Bürgerrecht sowie ein Haus in der Klosterstraße. Am 11. Dezember 1731 entrichtete er die übliche Bürgeraufnahmegebühr von 2 Gulden und 52 Kreuzern. Ab 1732 musste er für Haus und Werkstatt jährlich 4 Gulden, 42 Kreuzer und 3 Heller an Steuern zahlen.
Aus der Ehe ging eine Tochter hervor, die am 7. Mai 1735 getauft wurde. Taufpaten waren der 
Rentmeister Franz Xaver Blank und die Frau Hofrätin M. Juliana von Emerich, was darauf hindeutet, dass Wolcker in Dillingen einen gewissen gesellschaftlichen Rang genoss. Möglicherweise trug hierzu auch seine Arbeit an den Deckenfresken der Dillinger Pfarrkirche bei.

### Spätere Jahre und Tod
Insgesamt war Wolcker jedoch nur elf Jahre als Meister in Dillingen tätig. Zu einer größeren, überregional bekannten Werkstatt wie die seines Bruders in Augsburg hat er es nicht gebracht. Persönliche und familiäre Schwierigkeiten könnten Wolckers künstlerische Entfaltung begrenzt haben. Ein Eintrag in den Dillinger Ratsprotokollen vom 21. April 1740 zeigt das Ehepaar noch einträchtig vor dem Dillinger Rat, um finanzielle Forderungen geltend zu machen. Doch nur ein halbes Jahr später, am 10. November 1740, trat seine Frau – in Begleitung ihres Bruders Anton Dionys Haffe und ihres Schwagers Anton Dobler – vor den Rat und klagte über ihren Ehemann. Dieser habe seine Arbeit vernachlässigt („mit Negligierung seiner Profession“) und ein „übles Hauswesen“ gegründet, er sei dem Branntwein verfallen und ihr gegenüber bedrohlich. Wolcker stritt diese Anschuldigungen ab und beschuldigte wiederum seine Frau der Herrschsucht, die am Streit die Hauptschuld trage. Der Rat erkannte Fehlverhalten auf beiden Seiten und ermahnte beide zu einem „besseren Comportement“.
Nur zwei Jahre später, am 10. Oktober 1742, starb Matthias Wolcker in Dillingen. Ob sein früher Tod mit seinem Alkoholkonsum zusammenhing, ist ungewiss.

## Werke

Geflügelhändler im Schloss Erbach, gemalt 1730

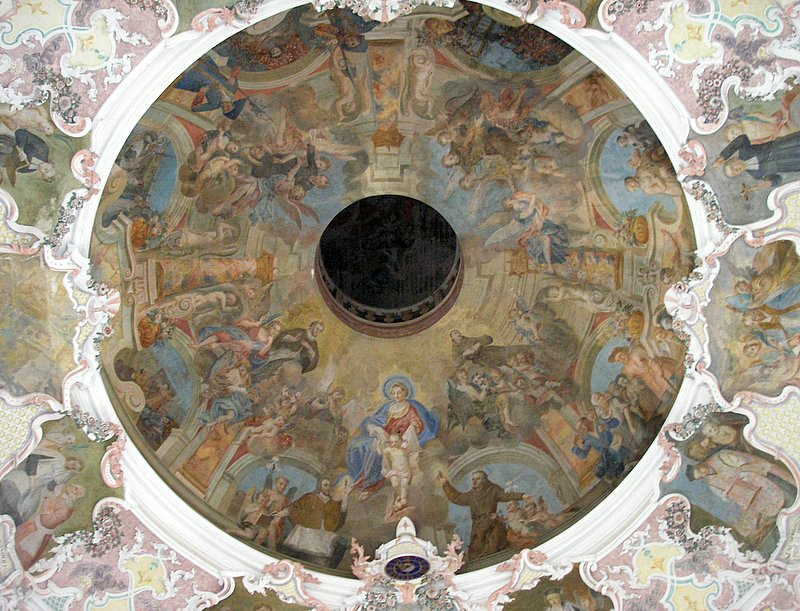
Anton Wenzeslaus Haffe und Matthias Wolcker: Kuppelfresko in Bertoldshofen, (Stuckaturen von Ignaz Finsterwalder), 1733

Die Werke des Wolckers sind nicht im Ansatz bekannt. In ganz jungen Jahren erhielt er 26-jährig den Schloss Erbacher Auftrag für fünf Ölgemälde. Später war er Geselle in Dillingen bei seinem späteren Schwiegervater Anton Wenzeslaus Haffe, mit welchem er zusammenarbeitete und dessen Tochter er heiratete. Wolcker dürfte demnach einen unbekannten Anteil an den Werken Haffeʼs haben. Als seine Hauptwerke dürften die Deckenfresken anlässlich der barocken Umgestaltung der katholischen Dillinger Stadtpfarrkirche und die Ausmalung der katholischen Pfarrkirche St. Michael in Bertoldshofen gelten. In der Pfarrkirche St. Johannes Baptist in Marktoberdorf-Leuterschach freskierte er 1737 zusammen mit Johann Martin Zick das Langhaus. Sein früher Tod verhinderte offenbar das Entstehen eines größeren Lebenswerks.
- 1730: sogenannter „Geflügelhändler“ auf Schloss Erbach, datiert 1730[5]
- 1730: Stillleben mit Geflügel auf Schloss Erbach, bezeichnet „Matheus Wolcker 1730 den 5 Maij:“[5]
- 1730: Stillleben mit drei Personen auf Schloss Erbach, bezeichnet „Matheus Wolcker 1730 den 22 decem:“[5]
- 1730: Stillleben mit Geflügel auf Schloss Erbach, bezeichnet … 1730[5]
- 1730: Altarbild auf Schloss Erbach, bezeichnet …[5]
- 1734/35: malte er die Deckenfresken anlässlich der barocken Umgestaltung der katholischen Stadtpfarrkirche „St. Peter“ in Dillingen an der Donau[3]
- 1736/37: kleinere Arbeiten in der katholischen Pfarrkirche St. Michael in Bertoldshofen
- 1736/38: Fassung des Choraltars und Vergoldung zweier Nebenaltäre in der neuerbauten Kirche des Klosters der Franziskanerinnen in Dillingen an der Donau[6]
- 1739/40: kleinere Arbeiten in der Wolfgangskapelle in Dillingen an der Donau[3]
- 1741: Ausmalung von Chor und Langhaus in der Pfarrkirche Oberdießen[7]